# 軍人節

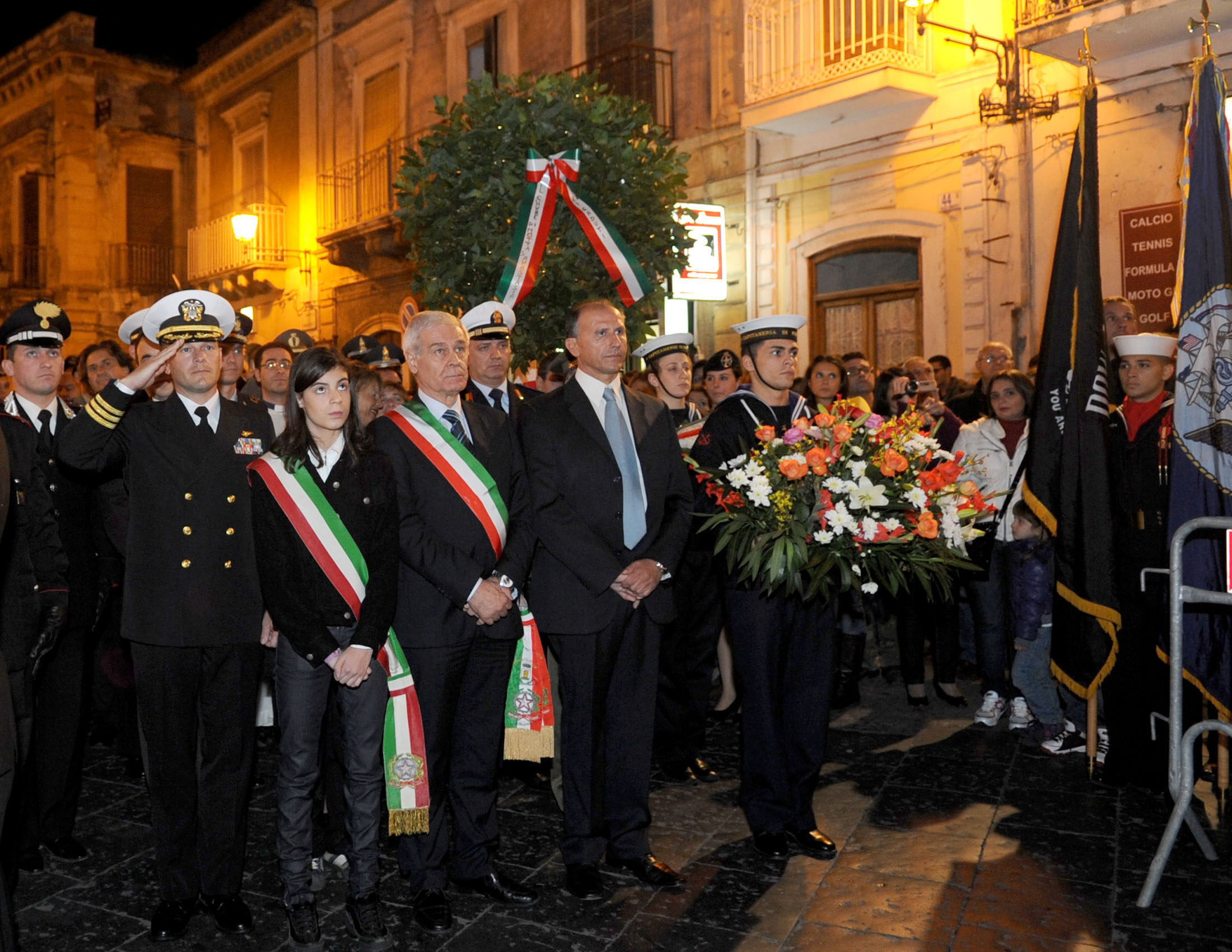

軍人節是很多國家紀念軍人的特定節日。

## 阿根廷
在阿根廷，是軍人的紀念日如下：
- 5月17日：阿根廷海軍節
- 5月29日：阿根廷陸軍節
- 8月10日：阿根廷空軍節

## 亞美尼亞
Բանակիօր（中文：建軍節）。是慶祝1月28日，以紀念在1992年新獨立的亞美尼亞共和國軍的創建。

## 澳大拉西亞
澳紐軍團日是 及 新西兰國定假日，紀念澳大利亞及紐西蘭軍團（ANZAC）1915年4月25日在加利波利戰役中登陸於土耳其加里波利半島的某一不明灣澳，戰後該地命名為澳紐軍團灣，以紀念是次軍事行動。

## 
SilahlıQüvvələrGünü（中文：武裝部隊日）於6月26日慶祝。
孟加拉國定11月21日為建軍節以紀念反對佔領巴基斯坦部隊在解放戰爭時期， 1971年三服務聯合行動之際。這一天開始於一個花圈鋪設在'Sikha Anirban'  （永恆之火）在達卡兵營由總統，總理和服務的酋長。在下午於Senakunja舉行招待會 ，達卡兵營所在的總理，部長，反對黨領袖和其他高文武官員參加。在其他的軍營裡，海軍基地，空軍基地，類似招待會舉行。一個特殊的電視節目艾米班是在播出不同的電視頻道的前一天晚上，和特殊報紙副刊發表與全國性日報。招待會由總理和服務酋長的英勇獎自由戰士獎的收件人還舉行。特別餐家庭成員曾在所有軍事電台。武裝部隊司還帶出了一個特殊的出版物，有關獨立戰爭的文章和軍隊。

## 巴西
在巴西，是軍人的紀念日如下：
- Marinha do Brasil（中文：巴西海軍）：
  - 6月11日 - Data Magna da Marinha do Brasil（中文：巴西海軍節）
  - 12月13日 - Dia do Marinheiro（中文：水手節）
- Exército Brasileiro（中文：巴西陸軍）：
  - 4月19日 - Dia do Exército（中文：巴西陸軍節）
  - 8月25日 - Dia do Soldado（中文：軍人節）
- Força Aérea Brasileira（中文：巴西空軍）：
  - 10月23日 - Dia do Aviador（中文：飛行員節）

## 保加利亚
英勇日，於每年的5月6日紀念

## 緬甸
Tatmadaw Nay（中文：軍人節）於3月27日慶祝，紀念在1945年緬甸軍隊對日本的抵抗。

## 加拿大
Canadian Forces Day（中文：加拿大軍人節）是在六月的第一個星期日。加拿大軍人節並非公眾假期。

## 智利
在智利，Día de las Glorias del Ejército 是在9月19日（獨立日的隔天）的國定假日。

## 中华人民共和国
中国人民解放军建軍節 （陆军建军节）为8月1日。紀念1927年8月1日爆发的南昌起义。该事件被认为是中国共产党领导的人民军队的起源，与中国共产党武装夺取政权的开端。
海军建军节为4月23日，是中国海军前身华东军区海军成立的纪念日。1949年4月23日，解放军的第一支海军——东海舰队的前身“华东军区海军”在江苏省泰州白马庙成立。1999年4月29日，中国人民解放军海军诞生地纪念馆在该镇开馆。
空军建军节为11月11日。1949年11月11日，中央军委宣布中国人民解放军空军司令部成立，原军委航空局着即取消，其人员及业务移交空军司令部。后来成为人民空军成立的纪念日。

## 中華民國
軍人節為中華民國國軍的紀念節日，早期依據軍種不同而有不同的慶祝時間，如7月7日陸軍節、9月2日海軍節、8月14日空軍節、12月12日憲兵節、4月1日聯勤節。1955年（民國44年），中華民國國防部為了統一各軍種節日，因此選擇抗日戰爭勝利紀念日9月3日作為中華民國的軍人節，該日各軍種均有慶祝活動。依據中華民國《紀念日及節日實施條例》，軍人節依國防部規定放假。軍人節同時也是中華民國政府舉行中樞秋祭的日子，依照慣例，總統、五院院長等中央政府要員親臨國民革命忠烈祠，向奉祀祠內的眾多殉職軍人以及對國家有功的人員表達最深的敬意。

## 大韓民國
韓國的軍人節稱為國軍日，是紀念1950年10月1日，大韓民國陸軍第3師越過三八線進行北伐的日子。

## 朝鮮民主主義人民共和國
2月8日是朝鮮人民軍建軍日，4月25日是朝鮮人民革命軍成立日。

## 伊拉克
伊拉克軍人節是1月6日。

## 
馬利軍人節是1月20日。

## 墨西哥
墨西哥军人节是2月19日，从1950年开始庆祝，为纪念1917年建军。

## 美国
美國軍人節（英語：Armed Forces Day）是5月第三個星期六。1949年8月31日，美國國防部宣佈以5月第三個星期六作爲全體美軍共同的節日。